# Doria Tillier
Doria Tillier (27 de março de 1986) é uma atriz francesa.

## Vida e carreira
Filha de pai matemático e mãe restauradora de pinturas, ela era aluna de uma das mais antigas e prestigiadas escolas francesas, o Lycée Condorcet, em Paris. Depois de se formar, ela trabalhou como garçonete.
De 2008 a 2010, Tillier estudou atuação no Laboratoire de l'acteur-Hélène Zidi com Hélène Zidi. Mais tarde, ela atuou em curtas-metragens e também em comerciais, incluindo o perfume Mademoiselle Ricci, de Nina Ricci. Em 2008, ela apareceu como legista no thriller Bloody Flowers dirigido por Richard J. Thomson e estrelado por Amanda Lear. Em 2009, ela atuou na série Action spéciale douanes, exibida na France 2.
Em setembro de 2012, ela se tornou uma garota espirituosa do clima em um famoso programa de TV em horário nobre chamado Le Grand Journal no Canal+, sucedendo Solweig Rediger-Lizlow. Ela deixou o programa em junho de 2014.
Durante o mesmo período, Tillier também apareceu na segunda versão do programa de esquetes Le Débarquement no Canal + em dezembro de 2013. Ela foi a senhora das cerimônias do trigésimo aniversário do Canal + em novembro de 2014. Em junho de 2015, por ocasião dos dez anos do popular programa de TV Salut les Terriens!, interpretou uma canção em homenagem ao astro apresentador Thierry Ardisson com música de Barbara, escrita por Nicolas Bedos que a acompanhava ao piano.
Em março de 2017, Tillier estrelou o papel principal no filme M. & Mme Adelman, dirigido e co-estrelado por seu companheiro Nicolas Bedos, com um roteiro escrito por ambos.

## Filmografia
| Ano  | Título                    | Função        | Notas   |
| ---- | ------------------------- | ------------- | ------- |
| 2008 | Flores sangrentas         | Coroner       |         |
| 2009 | Ação spéciale douanes     | Lisa Schmidt  |         |
| 2013 | Le Débarquement 2         |               | Canal + |
| 2017 | Monsieur e Madame Adelman | Sarah Adelman |         |
| 2018 | Le Jeu                    | Léa           |         |
| 2019 | Yves                      |               |         |
| 2019 | La Belle Époque           | Margot        |         |